# Зінов'єв Олександр Олександрович
Олександр Олександрович Зіно́в'єв (рос. Александр Александрович Зиновьев) (*29 жовтня 1922, с. Пахтіно, Костромська губернія — †10 травня 2006, Москва) — російський логік, соціальний філософ, письменник-сатирик, автор більш ніж 50 книг.
Був першим, хто зробив визначення радянського народу[джерело?] та популяризував термін «гомо совєтікус». Учасник Другої світової війни, нагороджений орденами і медалями. Після війни навчався на філософському факультеті Московського університету. Згодом став одним з відомих вчених логіків, загально визнаним авторітетом у теорії знаків і теорії індукції. Був непримиреним критиком радянського комунізму. У 1978 р. після публікації у Швейцарії книжки «Зяючі висоти» був позбавлений радянського громадянства та виїхав до Німеччини. За часів перебудови Михайло Горбачов повернув Зінов'єву радянське громадянство, але вчений повернувся до Росії тільки у 1999 р. В останній час життя переглянув власні політичні погляди щодо комунізму, радянської системи.
Помер від раку мозку на 84-му році життя у Москві 10 травня 2006 року.

## Основні роботи
- Зяючі висоти, 1976
- Горбачевизм. N.Y., 1988.
- Запад. Феномен западнизма. М., 1995.
- Посткоммунистическая Россия: публицистика 1991—1995. М., 1996.
- На пути к сверхобществу. М., 2000.
- Гибель русского коммунизма. М., 2001.
- Идеология партии будущего. М., 2003.
- Логическая социология. М., 2003.
- Распутье. М., 2005.
- Восхождение от абстрактного к конкретному. М., 2002.

### Інші роботи
- Глобальний людинашник[ru], М. 1997